# Mariannenpark

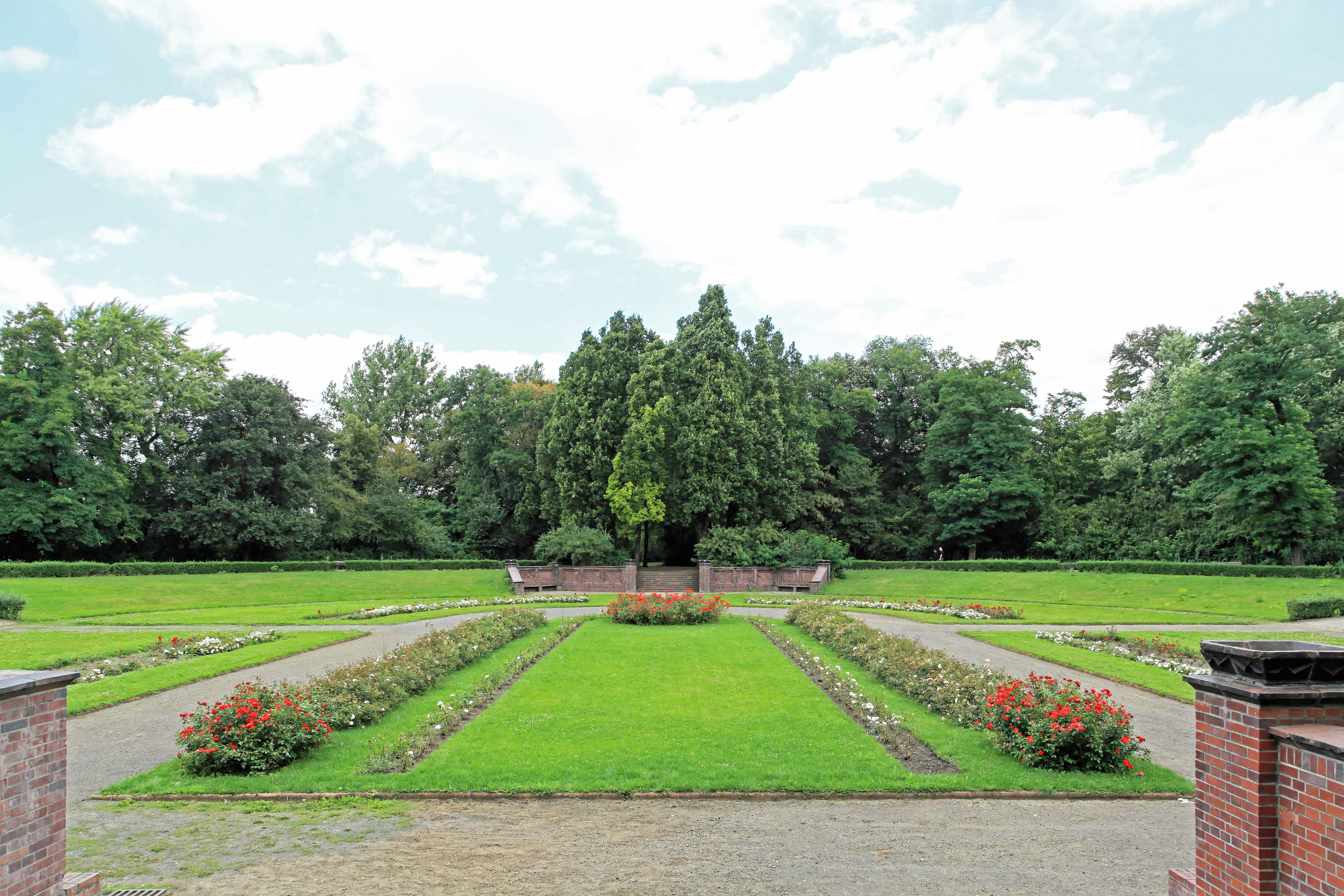
Rosengarten im Mariannenpark (2016)

Der Mariannenpark ist eine 22,3 Hektar große Parkanlage in Leipzig-Schönefeld. Sie wurde ab 1913 auf den Ländereien des früheren Ritterguts Schönefeld errichtet, 1928 fertiggestellt und in der zweiten Hälfte des 20. Jahrhunderts mehrfach umgestaltet.

## Vorgeschichte

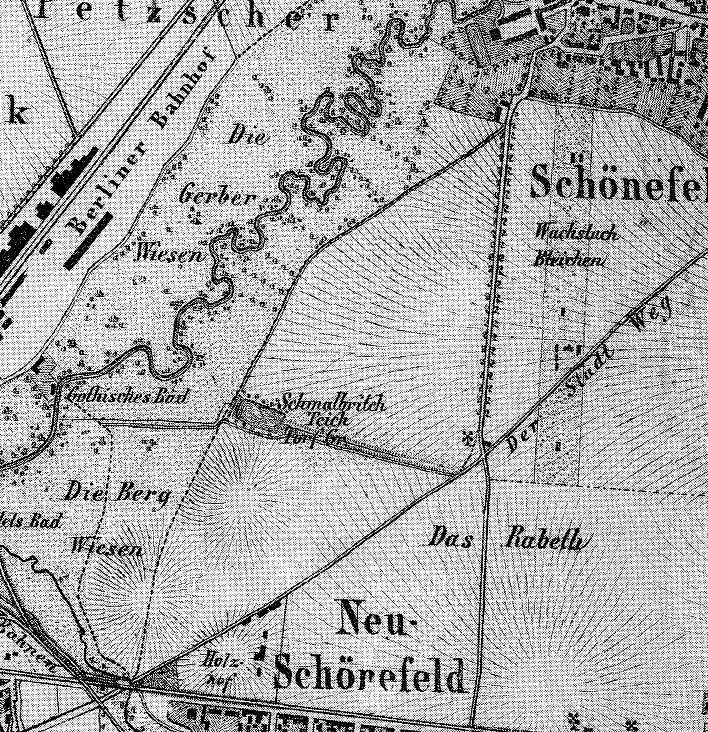
Das noch nicht umgestaltete Areal des Mariannenparks (Bildmitte) auf einer Karte von 1860.

Der Park entstand auf einem westlich der Lindenallee (heute: Schönefelder Allee) gelegenen Feld, das zum Besitz des Ritterguts Schönefeld gehörte. Die letzte Rittergutsbesitzerin, Clara Hedwig Baronesse von Eberstein auf und zu Schönefeld (1816–1900), hatte bereits 1881 verfügt, dass nach ihrem Tode in dem nördlich des heutigen Parks gelegenen Schloss eine Versorgungseinrichtung für unbemittelte Töchter höherer Beamter und Offiziere eingerichtet werden sollte („Eberstein’sches Mariannenstift zu Schönefeld“) und der zum Schloss gehörende Park sowie „die alte schöne Lindenallee und – worauf mein Wunsch besonders gerichtet ist – das Stück Feld westlich der Allee so lange als möglich unbebaut – zum Rittergute und dem Stifte für alle Zeiten erhalten bleiben“ sollten. Nach dem Tod der Baronesse von Eberstein fasste der Gemeindevorstand von Schönefeld 1903 den Beschluss, auf dem Feld einen Park zu errichten. Das Kuratorium der Mariannenstiftung räumte dazu der Gemeinde 1911 ein Erbbaurecht ein, das bis zum 31. Dezember 2010 gelten sollte.

## Ausschreibung, Planung und Anlegung

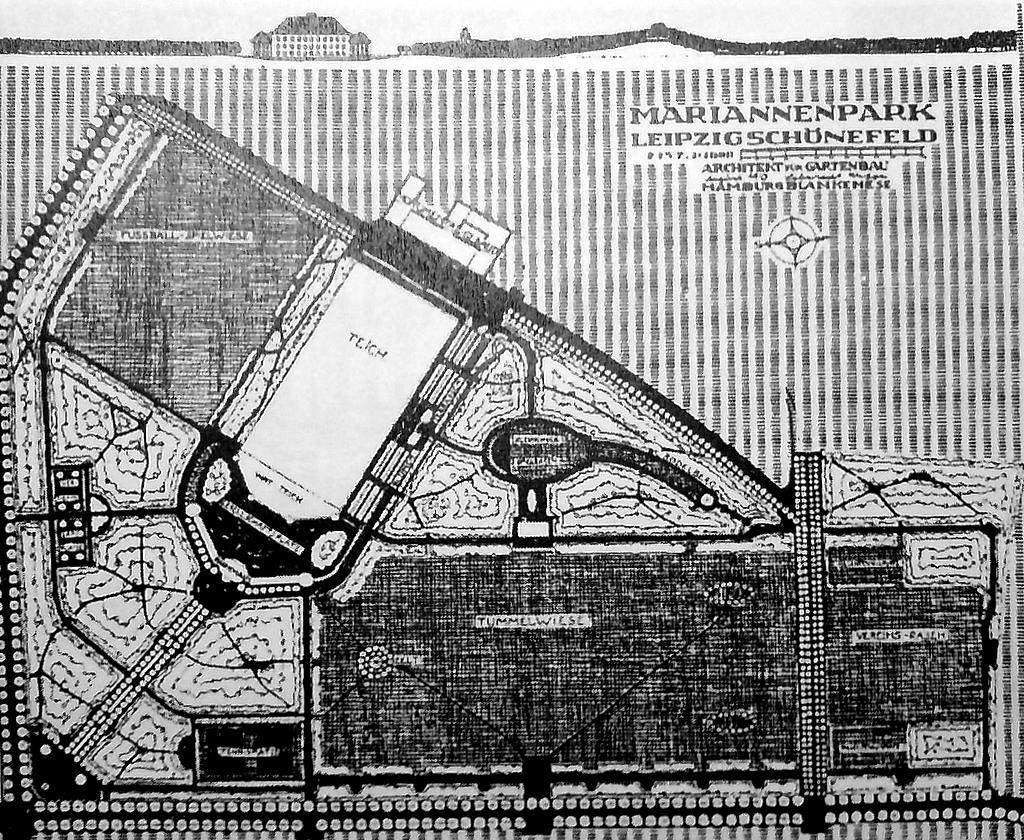
Gestaltungsentwurf von Leberecht Migge (1913)

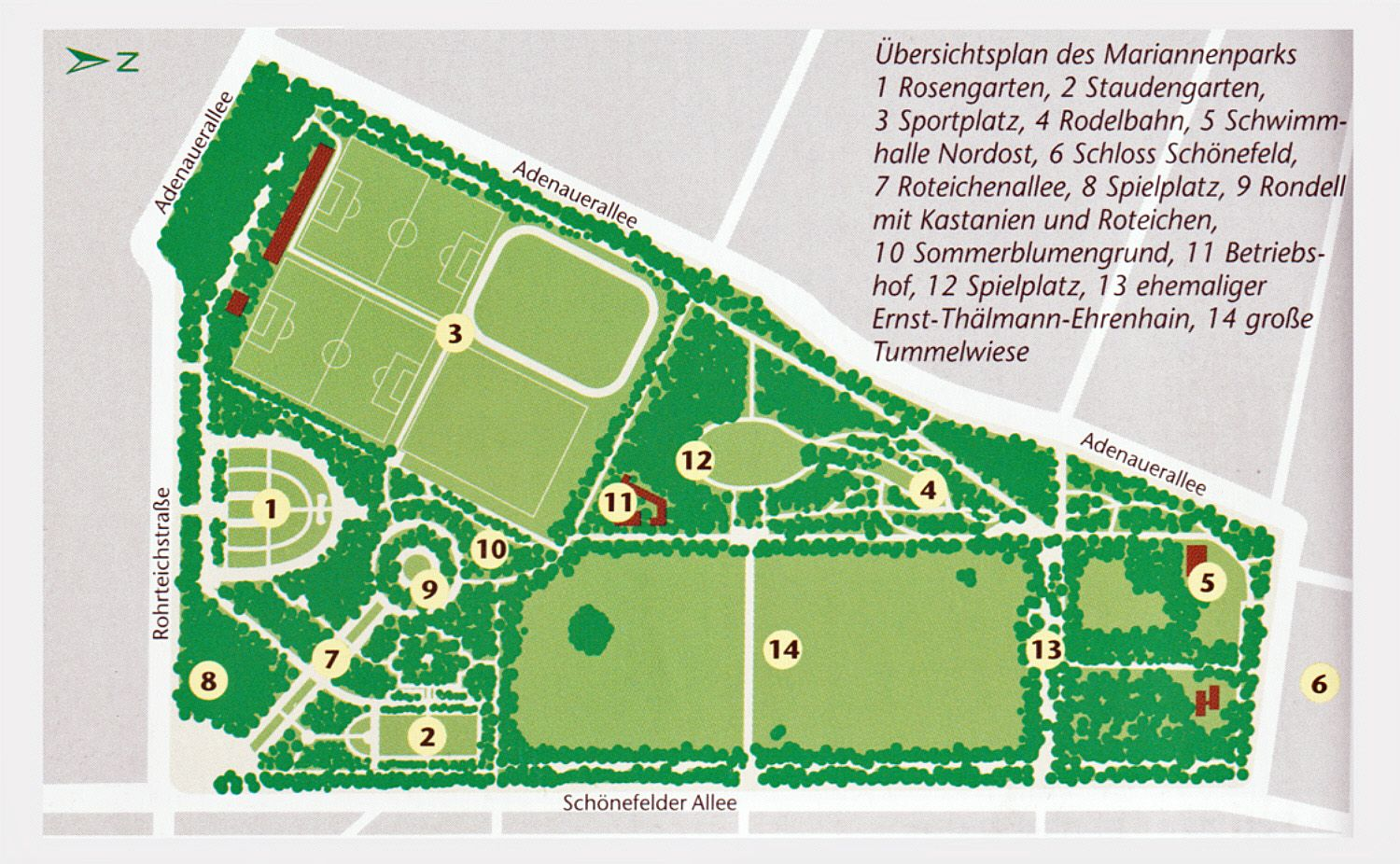
Situation 2013

Im Rahmen der Ausschreibung konkurrierten zwei aussichtsreiche Entwürfe miteinander, in denen jeweils ganz unterschiedliche Vorstellungen von Gartenbaukunst ihren Ausdruck fanden. Während der Entwurf des Leipziger Gartendirektors Carl Hampel an tradierte Vorstellungen anknüpfte, orientierte sich der Entwurf von Leberecht Migge an der progressiven Gestaltungsform des Volksgartens. Nachdem der vom Schönefelder Gemeinderat favorisierte Entwurf von Hampel nicht die Zustimmung des Kuratoriums des Mariannenstifts gefunden hatte, fiel die Entscheidung zugunsten der Pläne von Migge. Diese sahen neben der Schaffung einer Tummel- und einer Vereinswiese einen Rodelberg, einen Fußballplatz sowie einen später nicht realisierten Teich und Tennisplatz vor. Die moderne gestalterische Konzeption Migges fand sich schließlich auch 1913 in einem Schreiben der Gemeinde an die Königliche Amtshauptmannschaft wieder, in der die Bereitstellung der für die Anlage des Parks erforderlichen Mittel beantragt wurde: „Die Anlegung des Parkes ist ein notwendiges Erfordernis der Gemeinde. Der Park soll vor allem der arbeitenden Bevölkerung Schönefelds, das an Anlagen und öffentlichen Plätzen arm ist, zur Erholung und der Jugend als Spielfeld zur körperlichen Ausbildung dienen.“
Noch im Laufe des Jahres 1913 begann Migge mit der Umsetzung seines Entwurfs. Dabei wurde er von bis zu 215 bis dato arbeitslosen Bürgern aus Schönefeld unterstützt. Nachdem im August 1914 die Pflanzungen und Rasenflächen im ersten Teil des Parks fertiggestellt worden waren, nahm die Gemeinde Schönefeld die Flächen ab. Nach Ausbruch des Ersten Weltkriegs kamen die Umgestaltungsarbeiten weitgehend zum Erliegen. Außer Vorbereitungsarbeiten für die noch ausstehende Gestaltung der zweiten Parkhälfte stand nun zunächst die Pflege des bereits fertiggestellten Geländes im Vordergrund. Die Unterbrechung der Arbeiten war neben den Bedingungen der Kriegswirtschaft auch der Eingemeindung Schönefelds nach Leipzig im Jahr 1915 geschuldet: Denn nun fiel der Park in die Amtshoheit des Leipziger Gartendirektors Hampel, dessen Entwurf zwei Jahre zuvor noch abgelehnt worden war. Noch im gleichen Jahr wurde der zwischen der Gemeinde Schönefeld und Migge geschlossene Vertrag auf Betreiben Hampels mit der Begründung aufgelöst, dass die Stadt „Leipzig […] eines solchen Beraters nicht [bedürfe], da ihr Sachverständnis in den Beamten ihrer Gartenverwaltung zur Verfügung stehen.“
Angesichts des Mangels an Arbeitskräften und Material verzögerte sich die Fertigstellung des Parks auch nach Kriegsende. Als Hampel 1920 in den Ruhestand trat, entschloss sich sein Nachfolger Nikolaus Molzen zu einer Überarbeitung der vorhandenen Pläne. Dabei war er bemüht, die Formensprache Migges aufzunehmen. Nach 15-jähriger Bauzeit wurde die zunächst als „Volkspark Schönefeld“ bezeichnete Gartenanlage im April 1928 schließlich fertiggestellt. Im Gedenken an Marianne Wilhemine Rosine Freifrau von Eberstein (1792–1849) erhielt der Park 1931 den Namen „Mariannenpark“.

## Nutzung, Pflege und schrittweise Umgestaltung
Bis zum Beginn der 1950er Jahre blieb der Park in seiner ursprünglichen Form erhalten. Obwohl während des Zweiten Weltkriegs auf dem Rodelberg und den Wiesen des Parks Flakgeschütze in Stellung gebracht worden waren, hinterließ der Krieg am Erscheinungsbild des Parks nur geringe Spuren. 1952 übernahm der VEB Garten- und Landschaftsbau die Pflege des Parks. Im nordöstlichen Parkteil wurde 1954 ein dreigeschossiges Gebäude errichtet, das bis zum Beginn der 1990er Jahre als Kinderwochenheim und Kindergarten der Deutschen Reichsbahn diente. Heutiger Nutzer des Objekts ist der CVJM Leipzig e. V.
Dem Ziel des Rates des Stadtbezirkes Leipzig-Nordost, den Mariannenpark zu einem „geistig-kulturellen und sportlich-touristischen Zentrum“ umzugestalten, dienten in der Folgezeit mehrere Projekte. So wurde 1964 anlässlich der Festwoche zum 15-jährigen Bestehen der DDR im nordwestlichen Parkareal eine Freilichtbühne aufgebaut, die 1978/79 grundlegend neu gestaltet wurde. Ab Mitte 1972 wurde in dem unmittelbar südlich an das Gelände des Kindergartens angrenzenden Gebietes eine Gedenkstätte errichtet. Dieser sog. Thälmann-Ehrenhain diente in den folgenden Jahren als Kulisse für Gelöbnisse der Pionierorganisation Ernst Thälmann sowie für Vereidigungen von Soldaten der Nationalen Volksarmee. Anlässlich des VI. Turn- und Sportfests der DDR wurden 1977 im Park ein Großschachfeld, Tischtennisplatten, eine Minigolfanlage, eine Pendelbahn und andere Sportgeräte errichtet.
Trotz der im Laufe der Zeit vorgenommenen Änderungen hat der Mariannenpark seinen ursprünglichen Charakter weitgehend bewahren können. Er gilt deshalb als bedeutendes Zeugnis der Gartenbaukunst des frühen 20. Jahrhunderts. 1991 wurde der Park sowie der nördlich angrenzende Schlosspark als Denkmal der Garten- und Landschaftsgestaltung in die Kulturdenkmalliste des Sächsischen Landesamtes für Denkmalpflege aufgenommen.
Die südöstliche Ecke des Parks ist Anfangs- bzw. Endpunkt eines 23 km langen, beschilderten Rad- und Wanderwegs, der durch die Parthenaue über Abtnaundorf, Plaußig, Taucha, Panitzsch nach Zweenfurth führt.

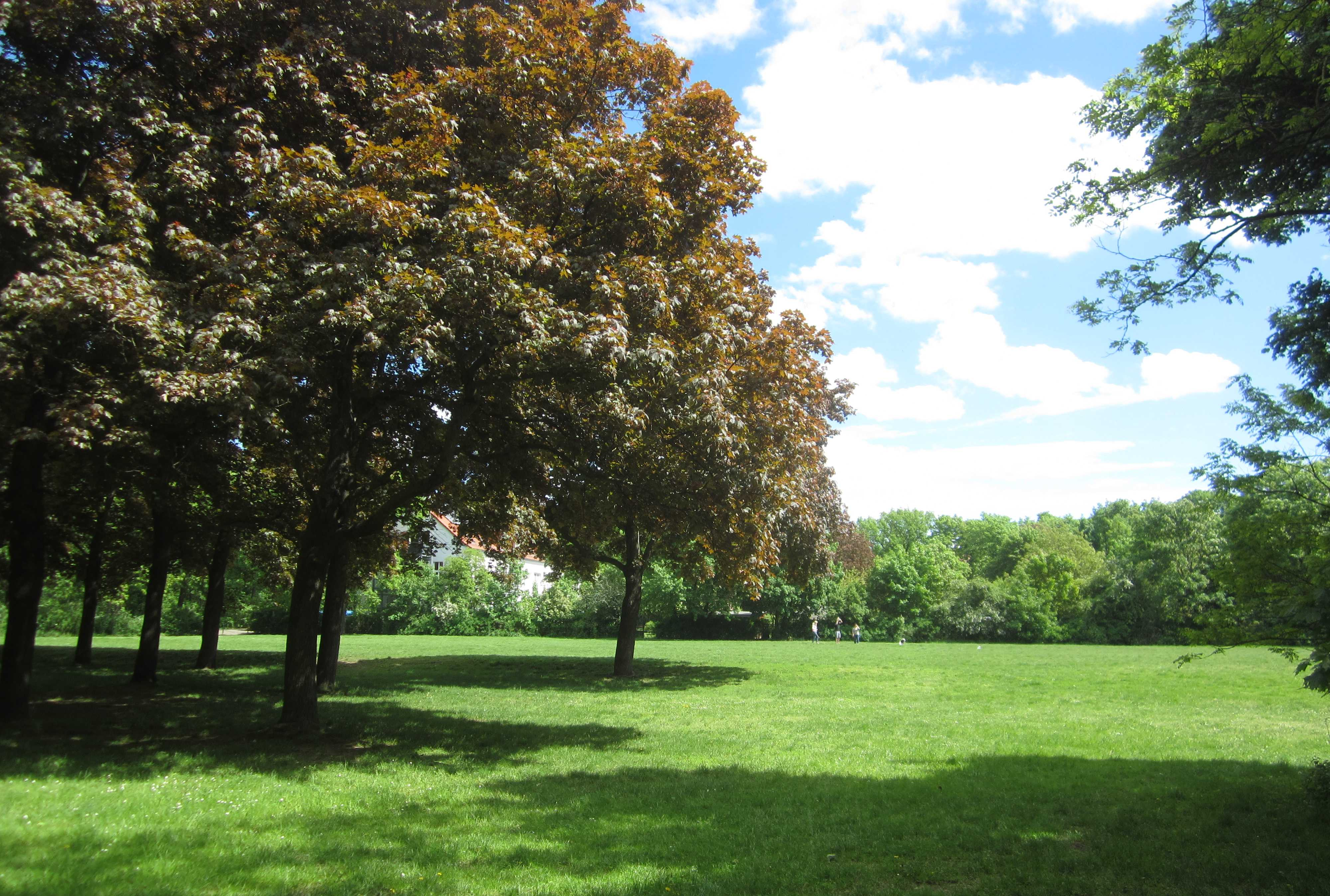
Wiesenpartie (2018)
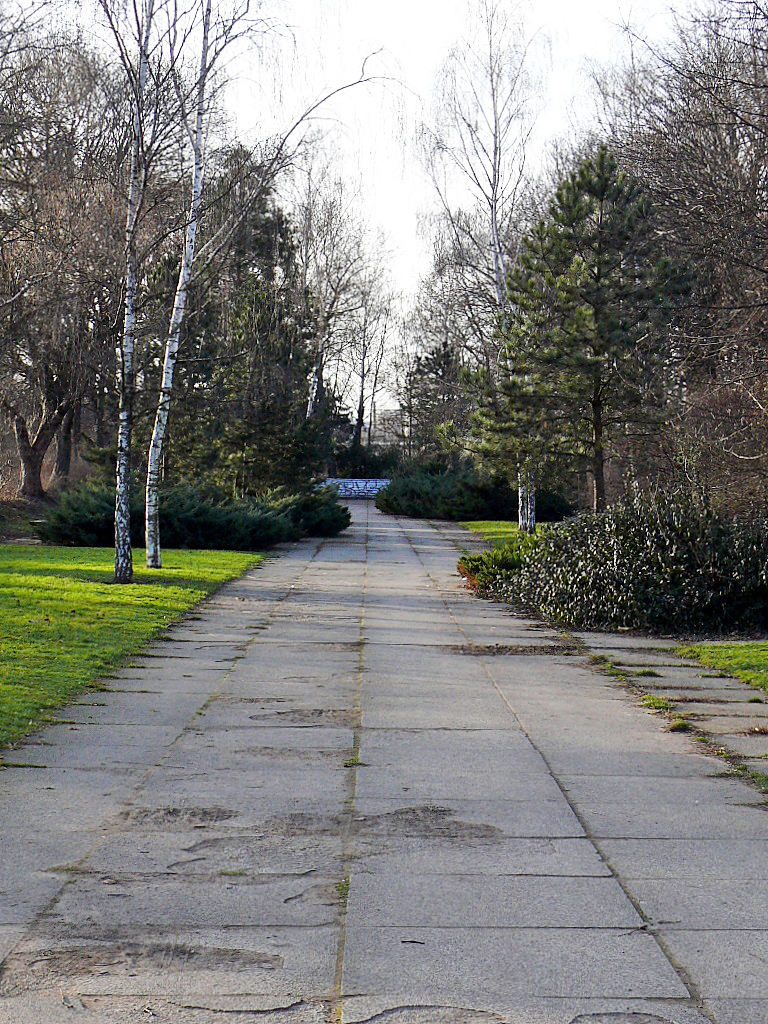
Ehemaliger Thälmann-Ehrenhain (2008)
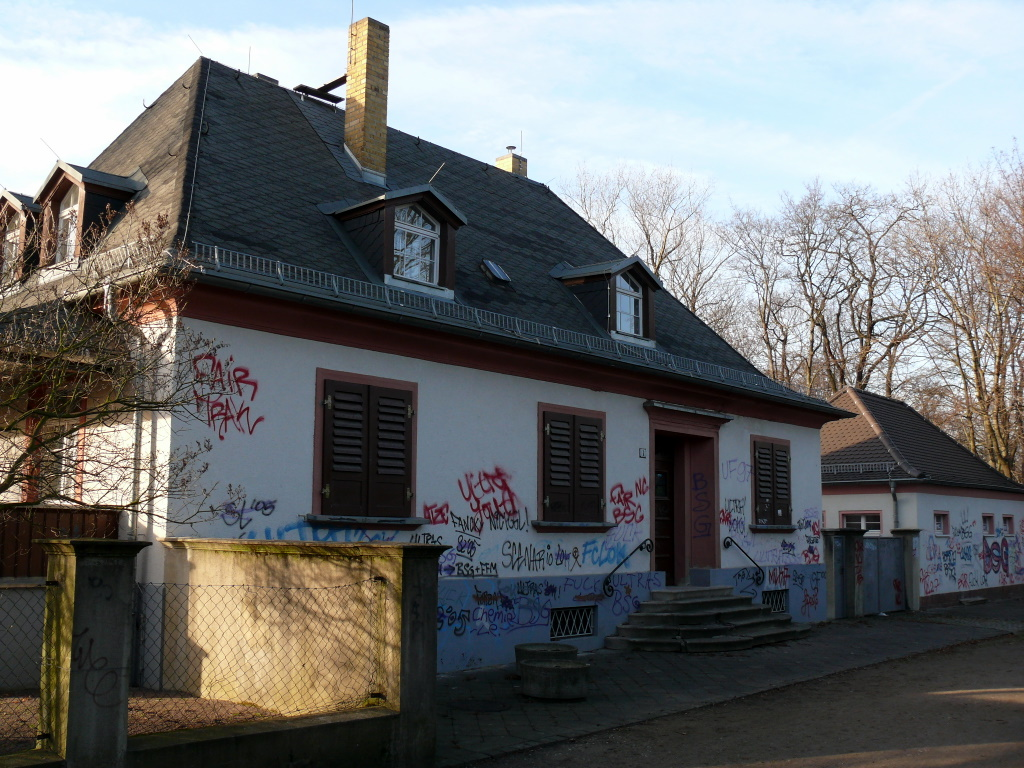
Wirtschaftsgebäude des Grünflächenamts (2008)
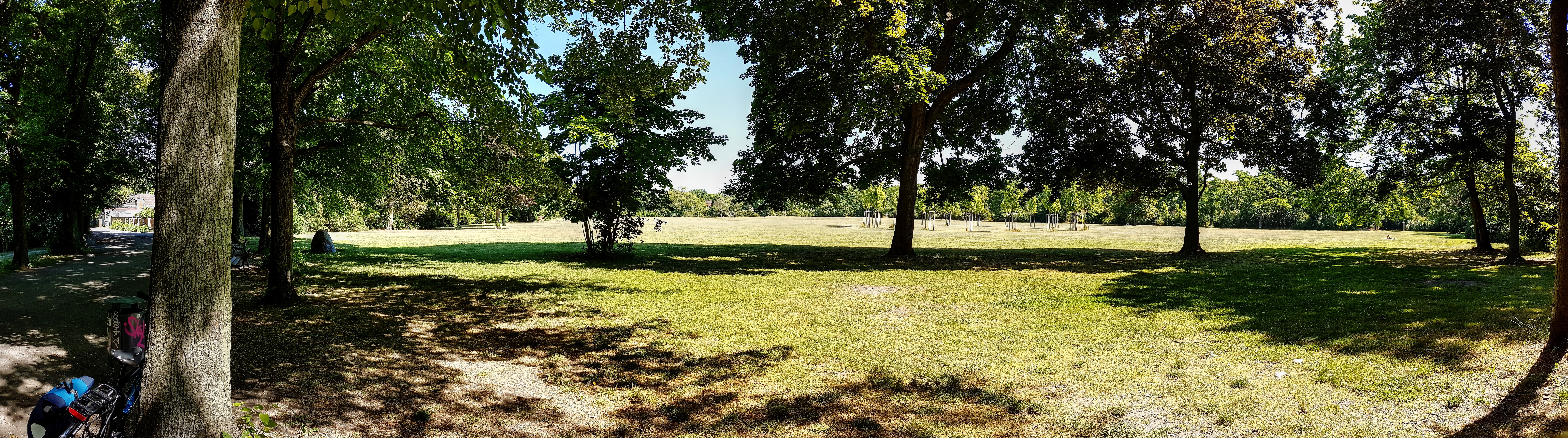
Panorama der großen Tummelwiese (2022)